# Turnerstadion
Het Turnerstadion (Hebreeuws: אצטדיון טרנר) is een voetbalstadion in Beër Sjeva (Israël), dat plaats biedt aan 16.126 toeschouwers. Het is gebouwd op de plaats van het oude voetbalstadion van de stad, dat gesloopt werd in 2011. De bespeler van het stadion is Hapoel Beër Sjeva.
Voordat Hapoel Beër Sjeva hier speelde maakte het gebruik van het Vasermilstadion. Dat werd vernoemd naar Arthur Vasermil, die op zevenjarige leeftijd werd vermoord in concentratiekamp Majdanek. Om de herinnering levend te houden is de zuidelijk tribune in dit stadion ook naar hem vernoemd.

## Interlands
| 1 | 14 oktober 2018  | Israël – Albanië         | 2 – 0 | UEFA Nations League  |
| 2 | 5 september 2019 | Israël – Noord-Macedonië | 1 – 1 | Kwalificatie EK 2020 |
| 3 | 15 oktober 2019  | Israël – Letland         | 3 – 1 | Kwalificatie EK 2020 |
| 4 | 12 oktober 2021  | Israël – Moldavië        | 2 – 1 | Kwalificatie WK 2022 |

## Galerij van afbeeldingen

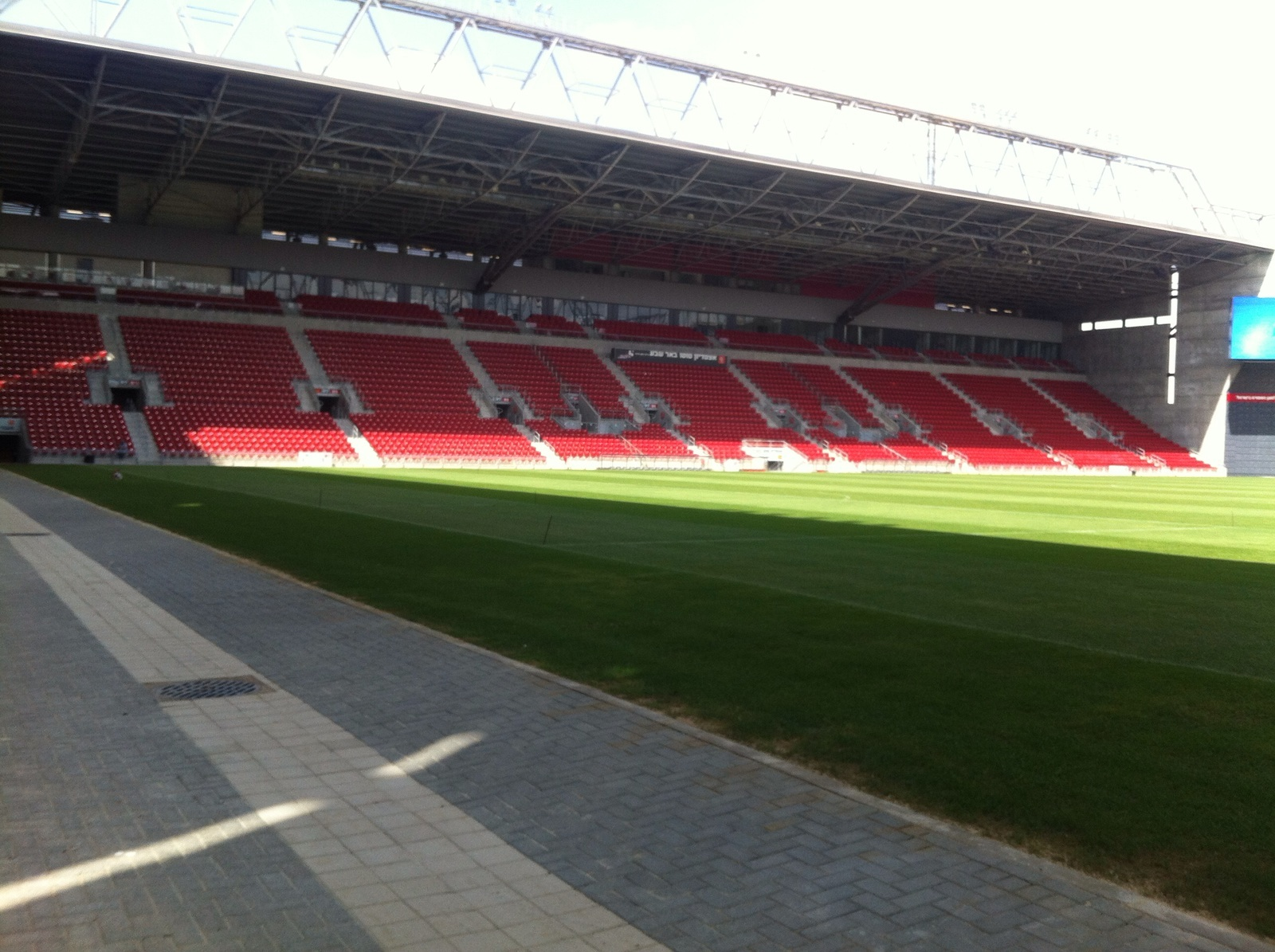
Hoofdtribune
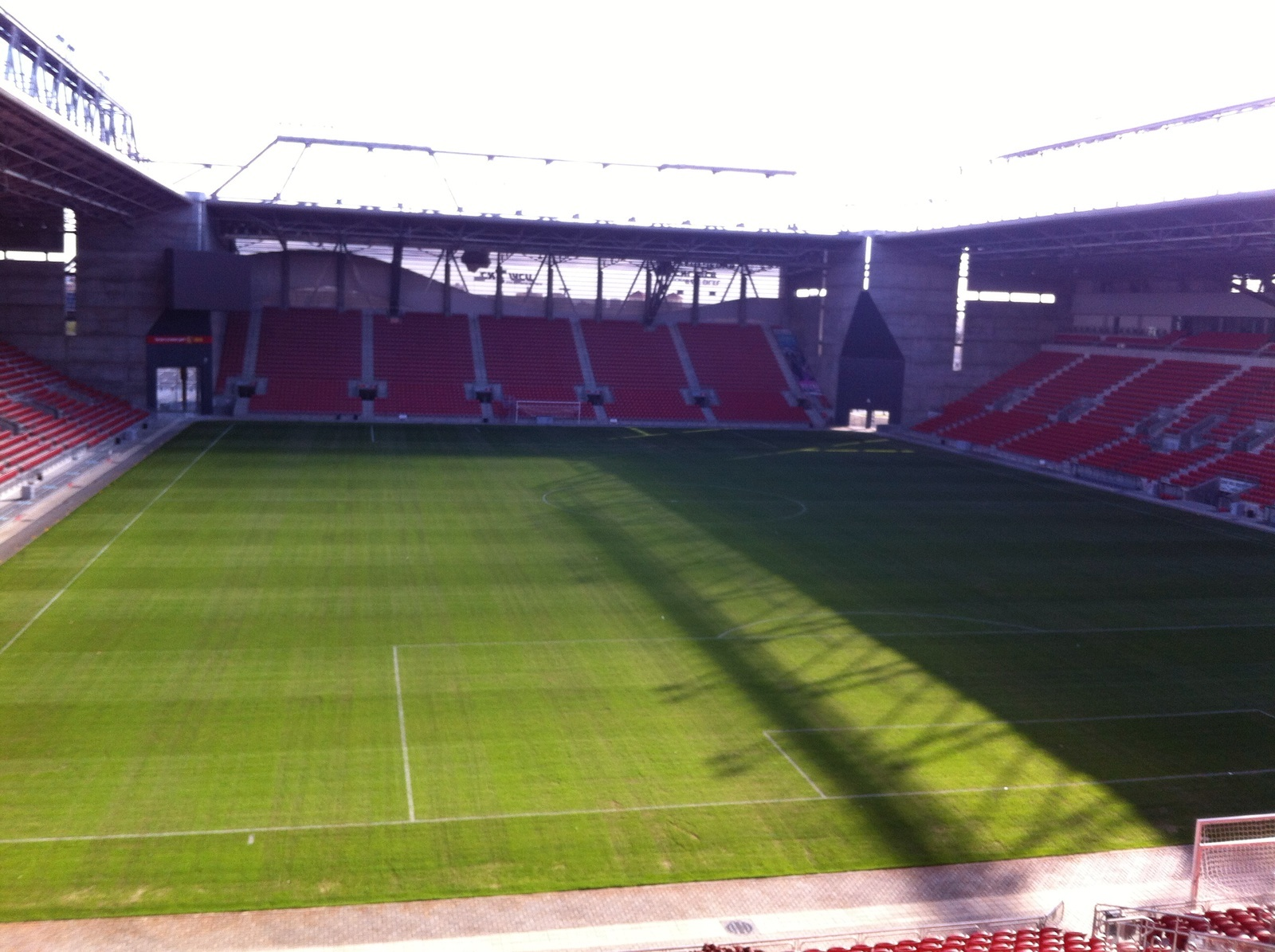
Het veld
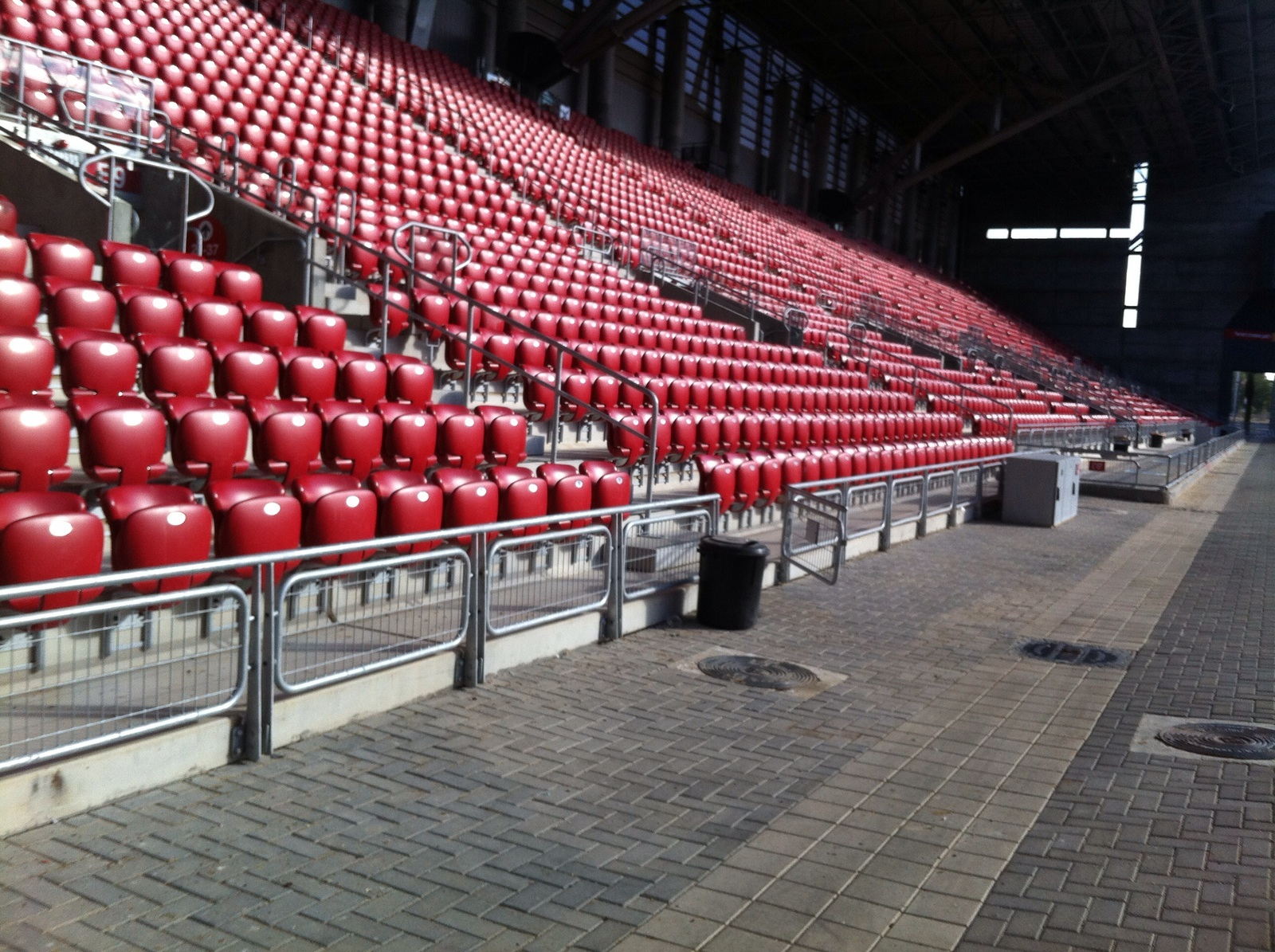
Stoelen